# Barranc del Clot del Roure
El barranc del Clot del Roure és un barranc del terme actual de Tremp, del Pallars Jussà i de l'antic d'Espluga de Serra, a l'Alta Ribagorça.
Es forma a 1.549,5 m. alt., al sud-oest de Roca Lleuda i al nord-est de Caramell, a la Serra del Castellet. Des d'aquest lloc davalla cap al nord-oest, rebent de seguida l'afluència de les Canals, tot de barrancs que provenen de la mateixa Serra del Castellet, i el barranc del Clot del Roure gira cap a ponent. Passa pel lloc anomenat Clot del Roure, que dona nom al barranc, i torna a girar cap al nord-oest. Quan torna a canviar de direcció, altre cop cap a l'oest, rep el barranc de la Rovelló, i passa a anomenar-se barranc dels Bancalons.